# Dalia Hernández
Dalia Hernández (Veracruz, 14 de agosto de 1985) es una actriz mexicana conocida mundialmente por interpretar a Siete en la película Apocalypto dirigida por Mel Gibson, en la cual interpretó a una madre, quien debía sobrevivir junto con su hijo en lo profundo de un pozo sin comida, agua y totalmente vulnerables.
También ha aparecido en la serie de televisión Capadocia del 2008 en el capítulo María Magdalena como Rosa, en 2014 apareció en Die Legende der Maske como Nayeli. Entre sus nuevos proyectos están Soho Sq como Patricia y la cinta Miracle Underground en 2020. Cursó estudios en la facultad de Danza Contemporánea de la Universidad Veracruzana.